# Pietro Fumel
Pietro Fumel (Ivrea, 1º gennaio 1821 – Milano, 11 agosto 1886) è stato un militare italiano.  Piemontese di nascita, Fumel è bisnonno materno di Carlo De Benedetti e ad oggi è ritenuto il più feroce macellaio in divisa nella guerra che, tra il 1861 e il 1870, l’esercito piemontese combatte nel meridione contro il brigantaggio. 

## Biografia
Compiuti gli studi militari, nel 1848-1849 col grado di Tenente d'Artiglieria prese parte alla Prima guerra d'indipendenza italiana, in cui si schierò con le truppe del Re Carlo Alberto di Savoia. Dopo una rapida carriera che lo portò ai vertici dell'Esercito Sabaudo, nel 1859 organizzò la difesa armata di Ivrea in previsione di un attacco austriaco. L'anno seguente fu nominato Maggiore della Milizia Mobile della città e venne inviato a Bologna, dove appoggiò la popolazione che si ribellava allo Stato Pontificio ed organizzò il plebiscito che sancì l'unione dell'Emilia-Romagna con il Regno di Sardegna.
Successivamente all'unità d'Italia, dopo l'arrivo della spedizione di José Borjes fu mandato in Calabria (precisamente nel Cosentino) con il Grado di Colonnello per domare il brigantaggio. La repressione attuata da Fumel fu spietata e sanguinaria, usando i metodi più estremi per eliminare i briganti e colpire anche persone inermi e innocenti, ricorrendo alla tortura e al terrore, senza distinzioni tra briganti e manutengoli o presunti tali e a prescindere dall'osservanza di qualsiasi garanzia legale. Egli decimò le bande di Palma, Schipani, Ferrigno, Morrone, Franzese, Rosacozza, Molinari, Bellusci e Pinnolo.
Le esecuzioni ordinate da Fumel avvenivano in pubblica piazza e lungo le strade. Le vittime venivano decapitate, e le loro teste impalate come monito per chi aderiva o appoggiava le bande brigantesche; altri cadaveri, invece, venivano gettati nei fiumi.
L'episodio più noto della sua attività antibrigantaggio avvenne a Fagnano Castello, quando ordinò la fucilazione di cento contadini innocenti.
A Cirò il 12 febbraio del 1862, Fumel scrisse un proclama sulla risoluzione del problema del Brigantaggio:
L'eco di questo bando arrivò anche a Londra, dove il parlamentare lord Alexander Baillie-Cochrane affermò nella House of Commons che «un proclama più infame non aveva mai disonorato i giorni peggiori del regno del terrore in Francia».  Il deputato Giuseppe Ricciardi disse alla Camera il 18 aprile 1863: «Questo colonnello Fumel si vanta d'aver fatto fucilare circa trecento briganti e non briganti». Anche Nino Bixio, così come molti altri comandanti dell'esercito, presero le distanze dalle decisioni di Fumel. Il generale Bixio protestò contro l'azione repressiva di Fumel in varie occasioni, tra cui in parlamento nella tornata del 18 aprile 1863.
Malgrado i suoi efferati crimini verso la popolazione innocente, ricevette la Cittadinanza Onoraria da più comuni calabresi:Cosenza, Bisignano, Roseto Capo Spulico e Amendolara nel 1862, San Marco Argentano l'anno successivo. Allontanato una prima volta dalla provincia di Cosenza per aver incriminato il barone Campagna di San Marco Argentano con l'accusa di favoreggiamento, sollevato dall'incarico e richiamato dal governo, si ritirò a Ivrea e sarebbe stato lo stesso re Vittorio Emanuele II a fargli avere l'impiego di magazziniere di generi di privativa (sale e tabacchi), prima a Livorno e poi a Milano. Nel frattempo in Calabria venne di nuovo richiesto il suo intervento. Fumel ritornò  ai primi di agosto del 1866 come Maggior Generale Ispettore con base a Rogliano. I suoi poteri erano però fortemente limitati ed ebbe forti contrasti con i Prefetti tanto che si dimise e, nel gennaio del 1867, tornò a lavorare a Milano, sempre come magazziniere di generi di privativa e morì in questa città l'11 agosto 1886.